# Ernest Burnelle
Ernest Burnelle (* 12. Juli 1908 in Lüttich; † 6. August 1968 ebenda) war ein belgischer Politiker und Vorsitzender der Kommunistischen Partei Belgiens (französisch Parti Communiste de Belgique).

## Leben
Burnelle – von Beruf Lehrer – schloss sich 1938 der Kommunistischen Partei Belgiens an. Während der deutschen Besatzung Belgiens (1940–1944) beteiligte er sich am Widerstand. Nach der Befreiung wurde er Redakteur des Zentralorgans der KP Le Drapeau Rouge (dt. „Die Rote Fahne“). Seit 1946 war Burnelle Mitglied des ZK, seit 1954 Mitglied des Politbüros der KP Belgiens. Von 1951 bis 1953 war er Erster Sekretär des Parteiverbandes von Lüttich. Von 1946 bis 1968 war er Mitglied des Lütticher Gemeinderates (französisch Conseil Communal). Von 1946 bis 1949, sowie von 1965 bis 1968 war er zugleich Abgeordneter des belgischen Parlaments (französisch Chambre des Représentants de Belgique) für das Arrondissement Lüttich. Ab 1961 bis zu seinem Tode war er Vorsitzender der KP Belgiens.

## Werke
französisch
- Solutions belges pour le progrès social – la paix – le socialisme (Belgische Lösungen für den sozialen Fortschritt, den Frieden, den Sozialismus). Société Populaire d’Editions, Brüssel s.d.
- Pour une politique conjoncturelle de la classe ouvrière. Revendications immédiates. Nationalisations. Deux aspects d’une même lutte (Für eine Konjunkturpolitik der Arbeiterklasse. Sofortige Forderungen. Verstaatlichungen. Zwei Aspekte desselben Kampfes)  Matthys, Deinze 1959.
- Le mouvement ouvrier belge a-t-il un programme ? (Hat die belgische Arbeiterbewegung ein Programm?). Matthys, Deinze 1960.

flämisch
- Wat de Kommunisten willen. Volledige tekst van het verslag ingediend op het XIIe Nationaal Kongres der Kommunistische Partij van België. Gent 19-22 april 1957 (Was die Kommunisten wollen. Der vollständige Text des dem XII. Parteitag der Kommunistischen Partei Belgiens vorgelegten Berichts. Gent 19–22. April 1957). Matthys, Deinze 1957.
- Om de werkloosheid te bestrijden. Onmiddellijke aktie en socialistische perspektieven (Um die Arbeitslosigkeit zu bekämpfen. Unmittelbare Aktionen und sozialistische Perspektiven). Matthys, Deinze 1958.